# Муньяма, Киллион
Киллион Мунзеле Муньяма (пол. и англ. Killion Munzele   Munyama; род. 10 июля 1961 года в Монзе) — польский экономист и политик замбийского происхождения, депутат Сейма Республики Польша. Второй (после Джона Годсона) в польской истории темнокожий депутат.

## Биография

### Ранние годы и образование
Киллион Муньяма родился 10 июля 1961 года в Монзе. Принадлежит к этнической группе Тонга.
В начале 1980-х годов приехал в Польшу в рамках правительственной стипендии. Поступил в Познанский экономический университет. Изначально Муньяма планировал вернуться в Замбию после окончания учёбы, т.к. не видел перспектив в коммунистической Польше, однако в 1989 году, после падения коммунизма в Польше он решил остаться, дабы, по его словам, «избавить страну от серой коммунистической реальности».

### После окончания университета
Муньяма окончил университет в 1987 году. После окончания университета он ненадолго вернулся в Замбию и работал в Министерстве торговли и промышленности Замбии.
В 1994 году защитил докторскую диссертацию в Польше и получил степень Доктора экономических наук.
До 2002 года Муньяма преподавал в Познанском экономическом университете и Быдгощской высшей экономической школе. Специализировался в области банковского дела и международных финансов.

### Политическая деятельность
На Местных выборах в 2002 году Муньяма был избран в Совет Гродзиского повята.
Позже он вступил в Гражданскую платформу и от неё был избран в Сеймик Великопольского воеводства 3-го созыва. Депутатский мандат, однако, получил лишь осенью следующего года. В 2010 году успешно переизбирался.

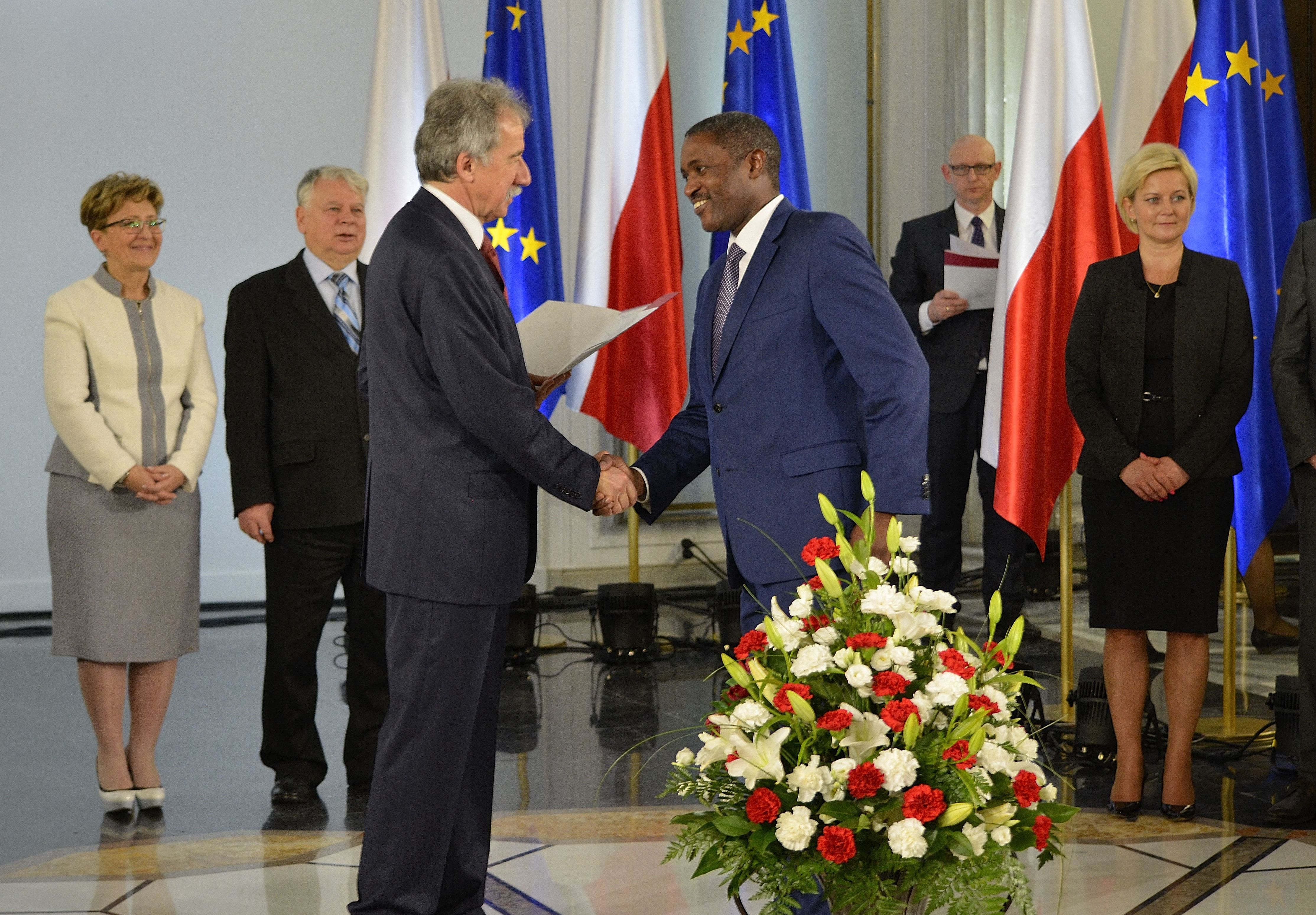
Киллион Муньяма получает мандат депутата Сейма из рук главы Национальной избирательной комиссии Польши, 2015 год

В 2011 году с результатом в 7925 голосов в своем избирательном округе был избран в Сейм Польши, став вторым в истории темнокожим депутатом польского парламента. Переизбирался в Сейм в 2015 и 2019 годах. В Сейме входил в состав финансовой комиссии.
В 2021 году он заявил об отказе от депутатского мандата в связи с переходом на работу в Европейскую службу внешних связей.

## Политические взгляды
В 2018 году Муньяма, вместе с другими темнокожими политиками стран Европейского союза подписал открытое письмо в защиту Сесиль Кьенге, обвинённой в клевете.

## Личная жизнь
Родителей зовут Эфорн и Салия.
С 1991 года женат на Эльжбете, имеет троих детей: Джеффри (род. 24 ноября 1990), Памелу (род. 15 ноября 1993) и Филиппа (род. 11 июня 2001).
По состоянию на 2021 год вместе с семьёй проживает в Карчево (Гродзиский повят, Великопольское воеводство).